# Irena Włodek
Irena Włodek (z domu Kostecka) (ur. 21 września 1914 w Jaśle, zm. 4 kwietnia 1997 w Zabrzu) – polska aktorka teatralna.

## Życiorys
Córki Marii i Zdzisława Kosteckich, siostra Marii Dzieduszyckiej. Do 1939 mieszkała we Lwowie, gdzie poślubiła publicystę Romana Włodka. Po wkroczeniu Armii Czerwonej na terytorium Polski razem z rodziną przeprowadziła się do Krakowa. 27 maja 1944 została aresztowana razem z rodziną i znajomymi i uwięziona w areszcie gestapo na ulicy Montelupich. Razem z siostrą Marią zostały uznane za więźniarki polityczne i 30 lipca skierowane transportem do obozu koncentracyjnego, Irena będąca wówczas w piątym miesiącu ciąży poroniła. Po przybyciu do obozu Ravensbrück otrzymała numer 47783, 31 sierpnia 1944 przetransportowano ją do obozu w Buchenwaldzie, gdzie została skierowana do pracy w fabryce amunicji Polte w Magdeburgu. Po odzyskaniu wolności pojechała do obozu Dipisów w Bergen-Belsen w poszukiwaniu siostry Marii, która zmarła przed jej przyjazdem. Irena Włodek pozostała tam przez kilka miesięcy pracując w miejscowej bibliotece. W pobliskim mieście Celle odnalazła uratowanego z marszu śmierci męża i razem powrócili do Krakowa. W 1954 ukończyła studia na Wydziale Aktorskim Państwowej Wyższej Szkole Aktorskiej i występowała na scenach Wrocławia. Zmarła 4 kwietnia 1997 w Zabrzu.